# Horizont van Caster
De Horizont van Caster is een dunne laag in de ondergrond van het zuidwesten van het Nederlandse Zuid-Limburg. De horizont is onderdeel van de Formatie van Maastricht en stamt uit het laatste deel van het Krijt (het Maastrichtien, ongeveer 68 miljoen jaar geleden).
Normaal gesproken ligt de Horizont van Caster boven op de oudere Kalksteen van Nekum en onder de jongere Kalksteen van Meerssen, beide ook onderdeel van de Formatie van Maastricht.

## Gebied
In de kalkwand boven Groeve Nieuw Paradijsbergske is de Horizont van Caster goed zichtbaar te zien.